# هلفيلة سوداء
هلفيلة سوداء (الاسم العلمي: Helvella nigra) هي نوع من الفطريات يتبع جنس الهلفيلة من الفصيلة الهلفيلية.